# Lichuan (ort i Kina)
Lichuan är en ort i Kina. Den ligger i provinsen Hubei, i den centrala delen av landet, omkring 520 kilometer väster om provinshuvudstaden Wuhan. Antalet invånare är 72 653.
Runt Lichuan är det ganska tätbefolkat, med 172 invånare per kvadratkilometer. Lichuan är det största samhället i trakten. I omgivningarna runt Lichuan växer i huvudsak blandskog.
Genomsnittlig årsnederbörd är 1 547 millimeter. Den regnigaste månaden är maj, med i genomsnitt 260 mm nederbörd, och den torraste är januari, med 15 mm nederbörd.